# Šime Đodan
Šime Đodan (Rodaljice kod Benkovca, 27. prosinca 1927. – Dubrovnik, 2. listopada 2007.), hrvatski političar, ekonomist govornik te važni disident u komunističkoj Jugoslaviji.

## Mladost i naobrazba
Šime Đodan je rođen u selu Rodaljicama kod Benkovca od oca Jure Ninčevića Đodana, seoskog činovnika, i majke Marije (rođene Kamber). Za vrijeme okupacije prekida školovanje jer mu otac ne dopušta primiti svjedodžbu na talijanskom jeziku. Otac mu je poginuo u borbi protiv četnika kao partizan 1944. godine. Đodan od 1943. surađuje s NOP-om, a 1944. godine stupa u operativne jedinice NOV i POJ gdje ostaje do kraja rata. U ratu je više puta ranjavan. Vršio je dužnost zapovjednika voda i komesara čete. Rat provodi i na vojnoj obuci u Karlovcu.
Godine 1949. završio je vojno-političko učilište u Beogradu, a 1953. godine Višu vojnu akademiju topničkog smjera u Ćupriji. Kao poručnik služio je u Jugoslavenskoj ratnoj mornarici od 1944. do 1956. te u međuvremenu polazio i završio više razrede gimnazije u Zagrebu i Banjoj Luci. Napušta vojsku u činu poručnika.
Godine 1960. diplomira na Pravnom fakultetu u Zagrebu, a sljedeće je godine izabran za asistenta na Katedri za političku ekonomiju. Asistent postaje vrlo lako jer je imao odličnu pozadinu: sin poginulog borca, i sam partizan, član KPJ, odličan student, marljiv i ambiciozan. Za šest godina Đodan je izgradio zavidnu akademsku karijeru. Godine 1961. predavao je političku ekonomiju na zagrebačkom Pravnom fakultetu. Godine 1962. dobio je stipendiju za poslijediplomski studij i studij makroekonomije u Haagu. Pravne znanosti doktorirao je 1964., a ekonomske znanosti 1965. godine na zagrebačkom Ekonomskom fakultetu. Godine 1967. postaje sveučilišni docent.
Tijekom svoje znanstvene karijere objavio je više knjiga i studija o robnoj proizvodnji, gospodarskom razvoju i djelovanju zakona vrijednosti te gospodarskom položaju Hrvatske.

## Politička karijera
Brijunski plenum i studentska previranja 1968. godine uvode Đodana u politiku, a punu politizaciju ostvaruje kao gospodarski tajnik i član predsjedništva Matice hrvatske u razdoblju Hrvatskog proljeća. Na Đodanu je Hrvatsko proljeće ostavilo veliki trag jer postaje javni političar i teoretičar gospodarske eksploatacije Hrvatske, čega će i postati žrtva 1971. godine. Inspiraciju za teze i teorije o eksploataciji Hrvatske u bivšoj Jugoslaviji tražio je i pronašao u predratnim djelima svog učitelja i mentora Rudolfa Bićanića. Posebno u njegovoj studiji i HSS-ovom političkom pamfletu iz 1938. godine Ekonomska podloga hrvatskog pitanja. U teorijsko-političkim polemikama koje su uslijedile sa Stipom Šuvarom u Kolu, Našim temama i Vjesniku Đodan je izrastao u jednog od glavnih ideologa masovnog pokreta iz 1971. U tom razdoblju svoju teoriju i teorijske analize popularizirao je na javnim govornicama, masovnim mitinzima i tribinama cijele Hrvatske. O tome koliki je utjecaj Đodan imao na javnost govori i to što je sam Josip Broz Tito zatražio da ga se uhiti: "Vi stalno tu spominjete neke, imenujte ih, kao što su Đodan, Veselica i đavo da ih zna kako se zovu (...) Dajte, sakupite tu svu pisaniju, što oni izjavljuju, i lijepo dajte tu fasciklu tužiocu, pa neka on postupa. (...) Imate li vi namjeru da te ljude i na taj način onemogućite da dalje rovare? Nisam to ovdje čuo. Ja hoću konkretno da znam."
Godine 1972. Đodan je uhićen, a istražni i sudski postupak trajao je do 1974. Osuđen je na šest godina zatvora (i četiri godine zabrane javnog nastupa), od kojih je punih pet odležao u zatvoru u Lepoglavi. U tom najtežem dijelu života krajnje se korektno ponio jedino njegov matični fakultet, i to tako da je Bogdan Zlarić, na zgražanje tadašnjih vlasti, napisao rješenje o mirovanju radnog odnosa za vrijeme istrage, koje je žrtvi političkog progona omogućilo neprekinuti tijek radnog staža i primanje plaće.
U središte javnoga života dolazi ponovo u kolovozu 1991. godine kao posebni izaslanik predsjednika Republike Hrvatske dr. Franje Tuđmana dobiva priliku govoriti u Sinju na otvaranju sinjske Alke: "San o Garašaninovu nacrtanju, koji nije ni bio neki naročito pametni program, san Vuka Karadžića, koji je bio primitivac, i brbljarije Dobrice Ćosića - a ovdje je i moj prijatelj Brković koji je napisao da oni Dobricama u Crnoj Gori rade one stvari. I tako, neka se oni koji su po rastu manji od nas u prosjeku 15 centimetara i imaju šiljate glave - vjerojatno imaju i manji mozak - okane nas Dinaraca, jer smo mi jači od njih i kad nemamo dinara, a to je jednostavano zato što imamo maraka i dolara." Zbog toga govora Đodan je postao ministar obrane Republike Hrvatske. Đodanov ministarski mandat trajao je samo petnaest dana i tako postao ministar s najkraćim mandatom u Hrvatskoj.
Udarni govor Đodan je održao 4. svibnja 1990. godine na zagrebačkoj Peščenici: "Znamo mi gdje je granica drevne hrvatske države. Neće ona vječno biti na Uni. Poručujemo to, ne komunistima, jer ih nema, nego četnicima (...) Neće proći ni pet godina, a ovaj će se barjak vijoriti navrh gore Romanije." Retorička neumjerenost, simbolička višeznačnost i mogućnost različitih interpretacija (sam je Đodan u kasnijim intervjuima dao pet-šest različitih tumačenja smisla svoje izjave), te verbalna razuzdanost i ignoriranje svih obzira o govorničkom bontonu bile su konstante njegove političke retorike. Tako je, primjerice, ostalo upamćeno njegovo predizborno obećanje kako će Hrvati iz dijaspore uložiti u zemlju 150 milijardi dolara. Pamti se i javna tvrdnja kako Hrvata, zapravo, ima više od 12 milijuna. U svojim verbalnim ispadima nije štedio ni svoje stranačke kolege te je tako Žarku Domljanu rekao: "Niste vi, gospodine, faraon." U predizbornoj polemici sa Slobodanom Langom u Dubrovniku ustvrdio je: "Ima Slobodan Lang i drugu babu." Dok je iz saborskih kluba poručio lordu Carringtonu: "Kad taj Carrington dođe ponovo u Hrvatsku treba ga objesiti o rep konja bana Jelačića, jer to je razbojnik jedan." Narugao se i s Matom Granićem: "Pitam se što radi naš ministar vanjskih poslova po Kanadi, što, valjda, lovi jelene, kada su ovdje problemi i ovdje je rat." Verbalne žalce upućivao je i Anti Markoviću, guvernerima Hrvatske narodne banke Anti Čičin-Šainu, Peri Jurkoviću te desecima drugih javnih osoba.

## Smrt
Šime Đodan preminuo je 2. listopada 2007. godine u Dubrovniku u 79. godini života, nakon duge bolesti. Pogreb je bio 5. listopada 2007. godine također u Dubrovniku.

## Djela
- Zakon vrijednosti i odnos tržišta i plana, Zagreb, 1969.
- Ekonomska politika Jugoslavije, Zagreb, 1970.
- Yugo tragedija, Zagreb, 1990.
- Hrvatsko pitanje 1918-1990, Zagreb, 1991.
- Agonija boljševizma, Zagreb, 1991.
- Bosna i Hercegovina – hrvatska djedovina: kroz povijesna vrela, Zagreb, 1994.
- Borba za Hrvatsku, Zagreb, 1998.
- Crvena Hrvatska - Dubrovnik i Boka od Kotora, 2003.

### Posmrtno
- Raseljena Hrvatska: uzroci i posljedice, Zagreb, 2008.[4]

Djelo je napisao još 1970-ih, ali je za progona proljećara i njega samog uništeni su svi primjerci, osim jednog koji je nekako ostao skriven.

## Vanjske poveznice
- Pravo.hr: Šime Đodan